# Poliwarstwa
Poliwarstwa to inaczej wielowarstwa lub warstwa wielocząsteczkowa, czyli warstwa o grubości większej niż średnica jednej cząsteczki (często warstwa składająca się z kilku ułożonych na sobie monowarstw). Jest to pojęcie pojawiające się m.in. w elektronice (produkcja elementów półprzewodnikowych) i adsorpcji.
Zobacz też: monowarstwa (warstwa jednocząsteczkowa)